# Friedrich Pospiech
Friedrich Pospiech (* 13. Mai 1927; † 22. Oktober 2007 in Esslingen am Neckar) war ein deutscher DKP-Funktionär, Redakteur und Autor.

## Leben
Friedrich Pospiech wurde in Tschechisch-Schlesien geboren und wuchs in Bratislava auf. Er studierte Volkswirtschaft an den Universitäten Stuttgart und Tübingen. 1948 trat er der SPD bei. Wegen Widerstandes gegen die Remilitarisierung Deutschlands musste er neun Monate in einem Gefängnis verbringen. Der Gefängnisstrafe folgte 1952 der Ausschluss aus der SPD und er schloss sich der KPD an.
Als Lehrbeauftragter an der Universität Heidelberg wurde er aufgrund des Radikalenerlasses entlassen.
Pospiech war über längere Zeit DKP-Vorsitzender im Landkreis Esslingen und von 1973 bis 1984 Abgeordneter im Kreistag von Esslingen.

## Schriften
- Julius Motteler, der „rote Feldpostmeister“: Mit Marx, Engels, Bebel und Liebknecht Schöpfer und Gestalter der deutschen und internationalen Arbeiterbewegung; ein Streifzug durch die Frühgeschichte der Arbeiterbewegung und die große Zeit der Sozialdemokratie. Hrsg. von der Marxistischen Arbeiterbildung Esslingen. Informationszentrum „Hans Ruess“, Esslingen, 1977, DNB 770649416. 2. Auflage: F. Pospiech, Esslingen, 1998, ISBN 3-00-007994-7.
- Aus einigen historischen Briefen gegen den Bernstein’schen Revisionismus. In: Institut für Marxistische Studien und Forschungen (Hrsg.): Marx ist Gegenwart: Materialien zum Karl-Marx-Jahr 1983. Verlag Marxistische Blätter, Frankfurt am Main 1983, ISBN 3-88012-686-0, S. 191–196.
- Eugen Schönhaar und Sohn Carlo: Kommunisten – Widerstandskämpfer, 1934/1942 vom Naziregime ermordet; zwei Leben für die Freiheit Deutschlands und Frankreichs. Esslingen 1998; 2. Auflage: F. Pospiech, Esslingen, 2001, ISBN 3-00-007854-1.
- Unbelehrbar auf der Wahrheit Beharrende …: Paula und Hans Rueß; zwei Leben im Widerstand gegen Krieg und Faschismus. Pahl-Rugenstein, Bonn, 2002, ISBN 3-89144-302-1.
- Konservativ-rechtsextreme Komplizenschaft oder: „der Fall St. Staffa - Witikobund“. F. Pospiech, Esslingen, 2003, ISBN 3-00-011183-2.
- In den Fängen unserer legalen Mafia: Was tun gegen Marktterroristen, Profithaie und deren Politschergen; ausgewählte Beiträge und Anregungen. F. Pospiech, Esslingen, 2006, ISBN 3-00-018047-8.